# Лидский историко-художественный музей
Лидский историко-художественный музей (бел. Лідскі гісторыка-мастацкі музей) — государственное учреждение в городе Лида Гродненской области (Беларусь). Основной фонд насчитывает более 35 тысяч единиц хранения, общая площадь музея равна 1820 м².

## История
Основан 28 мая 1939 года в качестве музея Польского краеведческого общества, а с 22 января 1941 года — краеведческий музей. 24 апреля 1959 года музей был открыт в третий раз, в соответствии с постановлением Совета министров БССР, как краеведческий музей.
Под музей было полностью отдано здание бывшего пиаристского костёла. До 1964 года музей располагался в центральной части бывшего храма, а затем его перевели в двухэтажную пристройку (в центральной части здания открылся планетарий).

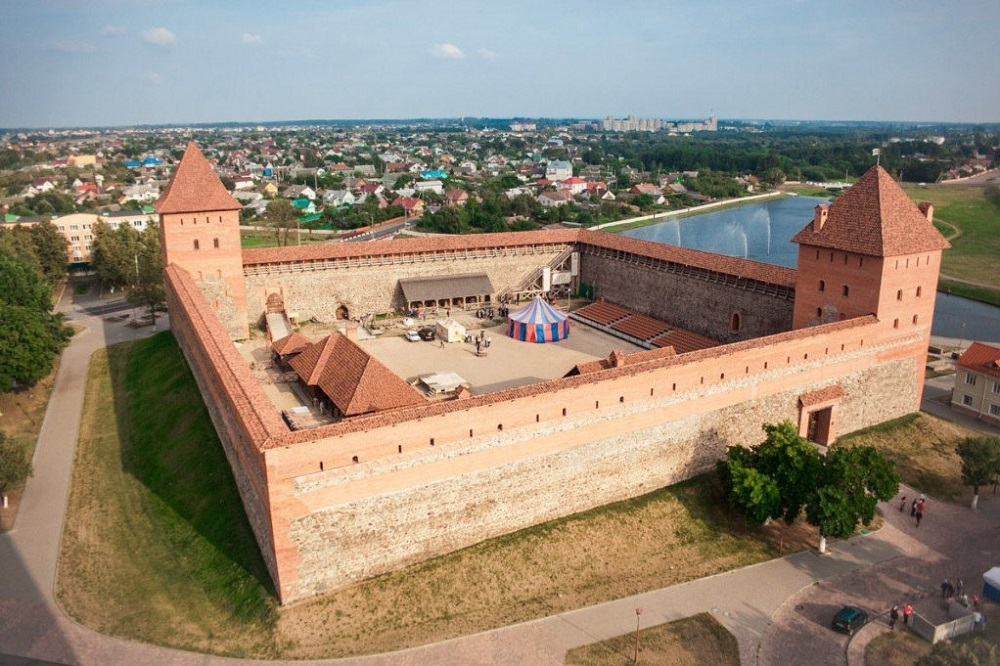
Лидский замок

С 1999 года музей переехал в здание салона семейных торжеств, где располагалась художественная галерея «Лидея». Решением Лидского горисполкома от 27 января 2000 года картинная галерея и краеведческий музей были объединены в историко-художественный музей. В связи с реконструкцией музея с 2000 года выставочные площади закрыты для посетителей. Долгое время сотрудники музея проводили мероприятия за стенами музея. Была организована серия мероприятий «День музея в школе», уличные вернисажи, однодневные и тематические выставки. 8 октября 2008 года музей был открыт для посетителей.

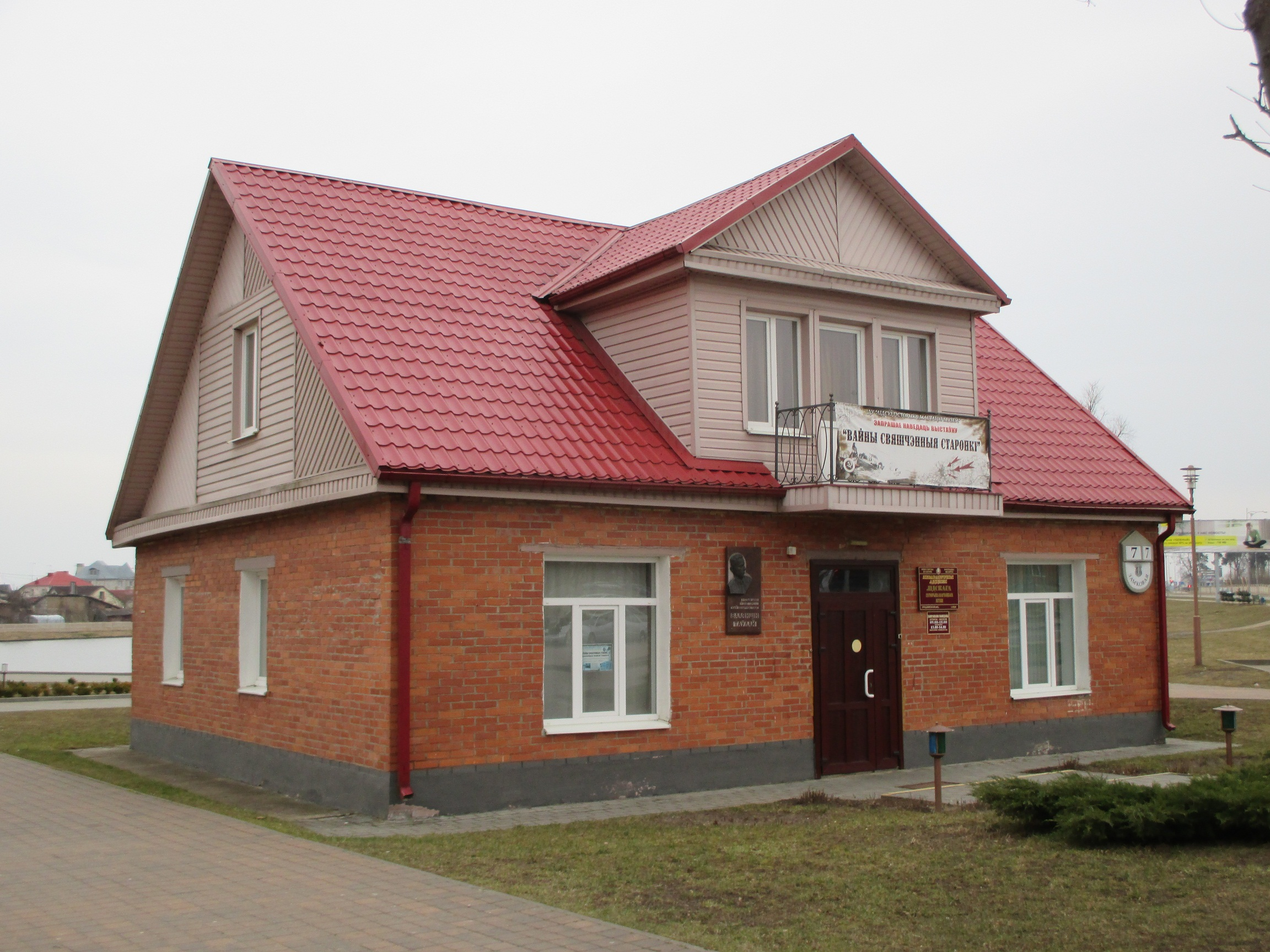
Дом-музей В. Тавлая

22 сентября 2010 года состоялось открытие литературного отдела Лидского историко-художественного музея и мемориальной комнаты поэта Валентина Тавлая во время республиканского праздника «Дожинки».
В декабре 2017 года была открыта выставочная экспозиция «Лідскі замак. Гістарычныя падзеі і постаці» в северо-восточной башне Лидского замка.
3 июля 2020 года в отреставрированной юго-западной башне Лидского замка открылась новая музейная экспозиция «Старонкі гісторыі. Ад XIV стагоддзя…».
В рамках культурно-туристического проекта «Замкавы гасцінец» и Международного дня музеев в Лидском замке проводится фестиваль огня «Магия огня и света».

## Экспонаты
Среди экспонатов — минералы, чучела животного мира Лидского района, находки из археологических раскопок древнего городища, Лидского замка, печатные издания и иконы XIX — начала XX века, документы и материалы о Отечественной войне 1812 года, Польском восстании 1863—1864 годов, национально-освободительной борьбе в Западной Белоруссии, о деятельности патриотического подполья и партизанского движения в годы Великой Отечественной войны, восстановлении экономики, города и района в послевоенный период. Также присутствуют экспонаты национальной одежды, образцы декоративно-прикладного искусства (резьба по дереву, вышивка, ткачество), продукция стекольного завода «Неман» и других предприятий.

## Структура
- Лидский замок[7]
- Дом-музей В. Тавлая[8]